# Johan Ramstedt
Johan Olof Ramstedt (7 tháng 11 năm 1852 – 15 tháng 3 năm 1935) là Thủ tướng Thụy Điển từ tháng 4 đến tháng 8 năm 1905.